# Goryphus calabaricus
Goryphus calabaricus là một loài tò vò trong họ Ichneumonidae.